# Corrimento peniano
Corrimento peniano é a saída de fluido pela uretra na extremidade do pénis. O sintoma ocorre geralmente na presença de infeções como a gonorreia, clamídia ou tricomoníase. Na gonorreia, o corrimento pode ser de tom branco, amarelo ou esverdeado.